# Malthodes acutopygus
Malthodes acutopygus es una especie de coleóptero de la familia Cantharidae.

## Distribución geográfica
Habita en Jordania.